# Ronisia (album)
Pour l'autrice de l'album, voir Ronisia.
Albums de Ronisia
Era 24
(2023)
Singles
1. Atterrissage
Sortie : 10 juillet 2020
2. Comme moi
Sortie : 24 septembre 2021
3. Téco
Sortie : 17 décembre 2021
4. Suis-moi
Sortie : 28 janvier 2022
5. Mélodie (Tatami)
Sortie : 15 février 2022
6. Longue vie
Sortie : 25 mai 2022
7. J'élimine
Sortie : 26 août 2022
8. 200 KM/H
Sortie : 9 décembre 2022

Ronisia est le premier album studio de la chanteuse cap-verdienne Ronisia sorti le 28 janvier 2022 sur le label Epic Records France.
Une réédition de l'album sous le nom de Ronisia (Deluxe) est sortie le 9 décembre 2022.

## Présentation
Il contient 16 titres, dont trois featurings, avec Ninho, Eva Queen et Tiakola. L'album se classe dès sa sortie à la cinquième place du classement français. Il est certifié disque d'or le 22 septembre 2022.
L'album a été précédé par la sortie en single de trois de ses chansons : Atterrissage, Comme moi (feat. Tiakola) et Téco qui se hisseront, respectivement, à la quarante-quatrième, soixante et onzième et quatre-vingt-seizième place.
La réédition, contient 6 nouveaux titres, dont deux collaborations, avec Gazo et CKay.

## Promotion

### Singles
Atterrissage sert de premier single extrait de l'album et sort avant l'album, le 10 juillet 2020. Il est certifié single de platine en France.
Le deuxième single, Comme moi en featuring avec le rappeur français Tiakola, sort le 24 septembre 2021 et se classe à la soixante et onzième place du Top Singles à sa sortie.
Le troisième single extrait, intitulé Téco, sort le 17 décembre 2021 et par la même occasion, elle annonce le premier album.
La chanson Suis-moi en collaboration avec le rappeur français Ninho devient officiellement le cinquième single, le 28 janvier 2022. Il se hisse à sa sortie à la douzième place du Top Singles et est certifié single de platine en France.
Le clip de Mélodie (Tatami) sort le 15 février 2022 et se classe à la cinquième place du Top Singles à sa sortie. Le titre est certifié single d'or.
Le 25 mai 2022, sort le clip de Longue vie avec Eva et se classe à la quatre-vingt septième place.
Le 26 août 2022, sort J'élimine qui se classe à la cent quarante-septième place. 
Le 9 décembre 2022, le jour de sortie de la réédition de l'album, Ronisia dévoile le clip de 200 KM/H avec le rappeur français Gazo.

## Liste des pistes
| Édition standard | Édition standard          | Édition standard                        | Édition standard                                       | Édition standard | Édition standard | Édition standard | Édition standard | Édition standard | Édition standard |
| No               | Titre                     | Auteur                                  | Compositeur(s)                                         | Durée            |                  |                  |                  |                  |                  |
| ---------------- | ------------------------- | --------------------------------------- | ------------------------------------------------------ | ---------------- | ---------------- | ---------------- | ---------------- | ---------------- | ---------------- |
| 1.               | Money                     | Ronisia                                 | Ash K                                                  | 3:12             |                  |                  |                  |                  |                  |
| 2.               | Téco                      | Ronisia                                 | Brad Rakoto, Marcelino, Exi                            | 2:39             |                  |                  |                  |                  |                  |
| 3.               | Beaucoup                  | Ronisia                                 | Julio Masidi, Dave It Yourself                         | 2:30             |                  |                  |                  |                  |                  |
| 4.               | Bonnie & Clyde            | Ronisia, Pitshoo                        | La capsule                                             | 2:47             |                  |                  |                  |                  |                  |
| 5.               | Suis-moi (feat. Ninho)    | Ronisia, Ninho                          | Dany Synthé                                            | 2:55             |                  |                  |                  |                  |                  |
| 6.               | Mélodie (Tatami)          | Ronisia, Maximilien Silva Tavares       | Max, Seny                                              | 2:20             |                  |                  |                  |                  |                  |
| 7.               | Sombre                    | Ronisia, Naos                           | Lewo, Denzel                                           | 3:07             |                  |                  |                  |                  |                  |
| 8.               | Compliqué                 | Ronisia                                 | Lewo, Brian Cats and Rack, Denzel, Naos                | 2:44             |                  |                  |                  |                  |                  |
| 9.               | Longue vie (feat. Eva)    | Ronisia, Eva, John Scorp, Bramsito, Max | John Scorp, Bramsito, Julio Masidi, Max, Jordan Houyez | 2:30             |                  |                  |                  |                  |                  |
| 10.              | Nha Terra                 | Ronisia                                 | SeySey, JY                                             | 2:47             |                  |                  |                  |                  |                  |
| 11.              | On s'emballe              | Ronisia                                 | Noxious                                                | 3:05             |                  |                  |                  |                  |                  |
| 12.              | Dis-le                    | Ronisia, Pierre Michalski               | Nyadjiko                                               | 3:05             |                  |                  |                  |                  |                  |
| 13.              | Sincère                   | Ronisia                                 | Nyadjiko                                               | 3:01             |                  |                  |                  |                  |                  |
| 14.              | Comme moi (feat. Tiakola) | Ronisia, Tiakola                        | SeySey, Dadju                                          | 2:54             |                  |                  |                  |                  |                  |
| 15.              | Solitude                  | Ronisia                                 | Noxious                                                | 2:10             |                  |                  |                  |                  |                  |
| 16.              | Atterrissage              | Ronisia                                 | 3K BeatMakers                                          | 3:30             |                  |                  |                  |                  |                  |
| 45:16            |                           |                                         |                                                        |                  |                  |                  |                  |                  |                  |

### Réédition
| Ronisia (Deluxe) | Ronisia (Deluxe)      | Ronisia (Deluxe) | Ronisia (Deluxe)      | Ronisia (Deluxe) | Ronisia (Deluxe) | Ronisia (Deluxe) | Ronisia (Deluxe) | Ronisia (Deluxe) | Ronisia (Deluxe) |
| No               | Titre                 | Auteur           | Compositeur(s)        | Durée            |                  |                  |                  |                  |                  |
| ---------------- | --------------------- | ---------------- | --------------------- | ---------------- | ---------------- | ---------------- | ---------------- | ---------------- | ---------------- |
| 1.               | 200 KM/H (feat. Gazo) | Ronisia, Gazo    | Noxious, Heezy Lee    | 2:45             |                  |                  |                  |                  |                  |
| 2.               | 1er RDV               | Ronisia          | Max, Seny             | 2:27             |                  |                  |                  |                  |                  |
| 3.               | Problème (feat. CKay) | Ronisia, CKay    | Max, Seny             | 2:33             |                  |                  |                  |                  |                  |
| 4.               | Berline               | Ronisia          | Heezy Lee, Unfazzed   | 2:23             |                  |                  |                  |                  |                  |
| 5.               | Jamais                | Ronisia          | Boumidjal X, HoloMobb | 2:56             |                  |                  |                  |                  |                  |
| 6.               | J'élimine             | Ronisia, Yeuss K | Sam H, Ray Da Prince  | 2:17             |                  |                  |                  |                  |                  |
| 1:00:37          |                       |                  |                       |                  |                  |                  |                  |                  |                  |

## Clips vidéo
- Atterrissage : 10 juillet 2020
- Comme moi (feat. Tiakola) : 24 septembre 2021
- Téco : 17 décembre 2021
- Mélodie (Tatami) : 15 février 2022
- Longue vie (feat. Eva) : 25 mai 2022
- J'élimine : 26 août 2022
- 200 KH/M (feat. Gazo) : 9 décembre 2022

## Classements et certifications

### Classements hebdomadaires
| Classements (2022)           | Meilleure position |
| ---------------------------- | ------------------ |
| France (SNEP)                | 5                  |
| Belgique (Wallonie Ultratop) | 22                 |
| Belgique (Flandre Ultratop)  | 177                |
| Suisse (Schweizer Hitparade) | 37                 |

### Certification
| Région                                                                                                 | Certification | Ventes/Streams |
| --- | ------------- | -------------- |
| France (SNEP)                                                                                          | Or            | 50 000*        |
| *Ventes selon la certification ^Mise en rayon selon la certification xNon précisé par la certification |               |                |

### Titres certifiés en France
- Atterrissage  Platine[6] (22 septembre 2022)
- Mélodie (Tatami)  Or[15] (26 mai 2022)
- Suis-moi (feat. Ninho)  Platine[12] (15 juin 2023)